# 圣卢里
圣卢里（義大利語：Sanluri），是意大利撒丁大区南撒丁省的一个市镇。总面积84.16平方公里，人口8544人，人口密度101.5人/平方公里（2009年）。ISTAT代码为106015。